# П'єтрою
П'єтрою (рум. Pietroiu) — село у повіті Бреїла в Румунії. Входить до складу комуни Ведень.
Село розташоване на відстані 171 км на північний схід від Бухареста, 8 км на північний захід від Бреїли, 140 км на північний захід від Констанци, 16 км на південний захід від Галаца.

## Населення
За даними перепису населення 2002 року у селі проживали 596 осіб.
Національний склад населення села:
| Національність | Кількість осіб | Відсоток |
| -------------- | -------------- | -------- |
| румуни         | 570            | 95,6%    |
| цигани         | 24             | 4,0%     |

Рідною мовою назвали:
| Мова      | Кількість осіб | Відсоток |
| --------- | -------------- | -------- |
| румунська | 570            | 95,6%    |
| циганська | 24             | 4,0%     |